# Traité de Medicine Lodge

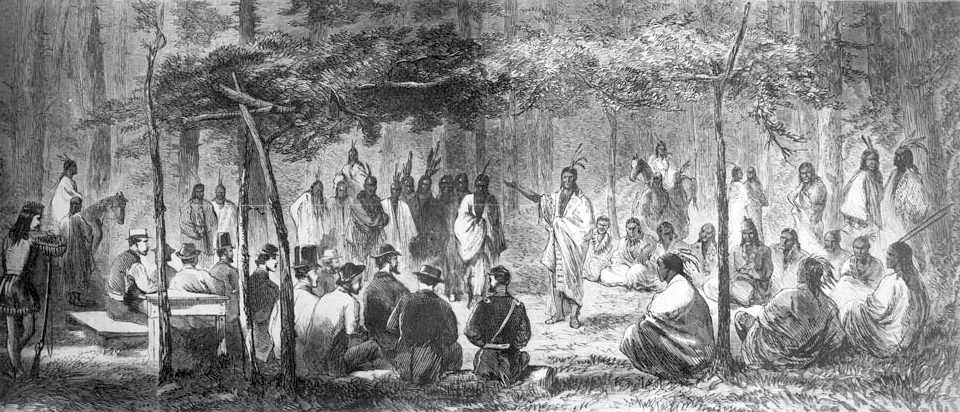
Conseil de Medicine Lodge Creek.

Le traité de Medicine Lodge regroupe sous son appellation trois traités signés en octobre 1867 entre les États-Unis et plusieurs peuples amérindiens du Sud des Grandes Plaines. Le but de ces traités était d'assurer la paix dans la région en déplaçant les tribus concernées dans des réserves en Territoire indien (actuel Oklahoma).
Le premier traité fut signé le 21 octobre 1867 avec les Kiowas et les Comanches. Le second, avec les Kiowa-Apaches, fut signé le même jour et le troisième, avec les Cheyennes et les Arapahos fut signé une semaine plus tard.